# Кирово (Опочецкий район)
Кирово — деревня в Опочецком районе Псковской области России. Входит в состав Варыгинской волости.
Расположена в 9 км к западу от центра города Опочка, у правого берега реки Исса, и в 3 км к северу от деревни Барсаново.

## Население
Численность населения по оценке на конец 2000 года составляла 23 жителя, на 2012 год — 9 жителей.

## Достопримечательности
В трёхстах метрах от деревни располагается местная природно-историческая достопримечательность — Духова гора с часовней.

В Кадастре достопримечательных природных и историко-архитектурных объектов Псковской области о самой горе и часовне информация следующая:
Городище 2 половины I тысячелетия нашей эры в 0,3 километра к северу от деревни, в урочище Литовка. Часовня Святого Духа 1910 года. Небольшая одноэтажная постройка с легкой каркасной конструкцией стен. В основе плана – шестиугольник с парой прямых углов. С запада к строению примыкает закрытое крыльцо-паперть. Железная скатная крыша увенчана небольшим барабаном с главкой. В интерьере – произведения резьбы по дереву. Материал – дерево, обшита березовой доской. Часовня на горе – дославянского, культового городища, датируемого 2 половиной I тысячелетия нашей эры, построена на месте более ранней по инициативе протоиерея Иоанна Белинского.